# 次原かな
次原 かな（つぎはら かな、1984年8月25日 - ）は、日本の元グラビアアイドル。フィットワンに所属していた。

## 来歴
2003年4月、大妻女子大学に入学、情報科学を専攻。2007年3月に卒業。
高校在学中より、フィットから数回にわたりスカウトを受けていた。高校の卒業式2日後に原宿で再びフィットからスカウトされたのを機に芸能界入り。2003年9月号『スコラ』の企画『全国夏の白ビキニクィーン決戦大会』でグラビアデビュー。
2007年11月7日にお笑い芸人のヒライケンジと「次原かな plus ヒライケンジ」名義でデュエット曲『二回り違いのラヴソング』を発表し、CDデビューを果たした。
2020年現在公式ブログ（アメーバ）が削除されている。

## 人物
4人兄弟で姉が2人、兄が1人いる。芸名の「かな」は本名（表記は不明）で、所属事務所の社長が「乙葉の次はかなだからな…次はかな…次原かなだ!」とひらめき、命名した。
普通自動車運転免許は保有しているもののペーパードライバーである。北陽の虻川美穂子のモノマネが得意。『漫画喫茶都市伝説 呪いのマンナさん』撮影現場で共演者の胸を次々ともんでいた松嶋初音から「かなちゃんの胸は柔らかくて最高。」と評される。
犬を2匹飼っており名前はそれぞれ「プリン」「ココア」。趣味はショッピング、ゲーム、漫画（アニメ）、半身浴（毎日、朝と夜に1時間ずつは湯船に浸かる。）。特技はバドミントン。全般的にスポーツは苦手であるが、唯一まともにできるのがバドミントンで、高校時代はバドミントン部に所属していた。
好きな男性のタイプは包容力のある人、やさしい人、紳士的な人、リードしてくれる人である。
好きな食べ物は豚の生姜焼き、親子丼、ちゃんぽん、納豆、肉じゃが、サトイモ、魚、豚足、とろろ、イカの塩辛、豆乳、わさび。好きなお酒は日本酒、焼酎。本人曰く、かなりの偏食家で「美味しくない」「パンチがない」という理由で米と水を摂取しない。米の代わりにチューブ入りわさびを主食とし、炭酸飲料で水分を取る。これは幼い頃からの食生活の影響であると述べている。

## 出演

### 映画
- すんドめ（2007年、ティーエムシー）- 京子 役
- カクトウ便 vol.3 「そして、世界の終わり」（2008年、カクトウ便製作委員会）- 主演・如月玲 役
- すんドめ2（2008年、ティーエムシー）- 京子 役
- すんドめ3（2008年、ティーエムシー）- 京子 役[6]
- 呪怨 黒い少女（2009年、ティ・ジョイ）- 睦美 役
- すんドめ4 The Final（2009年、ティーエムシー）- 京子 役

### オリジナルビデオ
- 心霊写真奇譚 （2006年、フォーサイド・ドット・コム） - 第1話「被写体の無い写真」 - 東山今日子 役
- 若葉学園 チェリーボーイズ （2009年、GPミュージアムソフト） - 主演・八神明日香 役[7]

### テレビ番組
- グラビアの美少女（MONDO21）
- 悩殺×女神（MONDO21）
- 美女-H（テレビ東京）
- グラビアトークオーディション（フジテレビ）
- 水着少女（テレビ東京）
- ドリームビジョン（日本テレビ）
- ランク王国（TBS）
- くちコミ☆ジョニー!（日本テレビ）
- ラジかるッ（日本テレビ）
- www（読売テレビ） - レギュラー
- 勝利の女神〜3rdSTAGE〜（チバテレビ） - ゲスト出演
- ゴッドタン（2008年11月12日・2009年4月8日・8月26日、テレビ東京）
- プロモる〜む（2009年4月 - 2010年4月、スカパー!プロモ・e2プロモ） - レギュラー
- SMAP×SMAP（2009年5月11日、関西テレビ・フジテレビ） - 特別編 「同学年±12」
- アリケン（2010年4月3日、テレビ東京）
- ロンドンハーツ（2010年4月6日、テレビ朝日） - 「マジックメール2010春売れっ子芸人一斉捜査SP！」
- イチハチ（2010年5月5日・5月12日、毎日放送）
- ジャック10（2010年5月19日、日本テレビ）
- 恋するダーウィン〜美人進化論〜（2010年6月10日 - 9月30日、日本テレビ）レギュラー
- ロンドンハーツ（2010年7月20日、テレビ朝日） - 「抱かれたいボディ対決ROUND4」
- さんま&くりぃむの芸能界(秘)個人情報グランプリ（2010年11月5日、フジテレビ）
- ホンマでっか!?TV（2010年11月24日、フジテレビ）
- 女神降臨 #7（MONDO TV、2010年12月26日）
- Beach Angels 与論島（2011年3月26日　TBSチャンネル）
- 今夜もドル箱S（2011年10月11日、テレビ東京）

### テレビドラマ
- 心霊探偵八雲 第10～11話 開かずの間 （2006年、テレビ東京）- 佐々木美樹 役
- サプリ 第2話 動き始めた気持ち （2006年、フジテレビ）- 役名なし
- きらきら研修医 （2007年、TBS）- 役名なし
- 漫画喫茶都市伝説 呪いのマンナさん （2008年、BS-i）- リョウコ 役[8]
- 精霊少女隊 （2008年、BS-i）

### ラジオ
- まだまだゴチャ・まぜっ!〜集まれヤンヤン〜（2009年5月2日 - 2010年8月7日、MBSラジオ）
- JBRpresentsプレラジ（2009年9月 - 12月、InterFM）
- もっともゴチャ・まぜっ!（2010年8月8日 - 2011年10月26日、MBSラジオ）

### インターネット
- ヨーロピアンポーカーツアー 2007（GyaO）
- 野田義治のセクシーマガジン#34（GyaO）
- MIDTOWN TV火曜スピードワゴンのナマ出し（GyaO 2007年10月1日 - 15日）
- 告っちゃ!（GyaOジョッキー、2007年11月30日）
- タレント密着24時！（GyaO・ShowTime、2008年2月）
- 宇宙一せまい授業!（あっ!とおどろく放送局 2008年3月16日）
- @mistyアイドルグラビア（@misty 2009年6月26日）
- 競馬デイリー馬三郎（Next→Kana、2009年 - ）
- コイカツ　恋愛ノウハウトークライブvol.2（マシェリバラエティ　マシェバラ 2011年2月10日）

### 携帯サイト
- アイドルがイッパイ （アイパイ）

## リリース作品

### 写真集
1. Next Kana ― 次原かなファースト写真集 （2004年、アクアハウス） ISBN 978-4-86046-078-5
2. 次原かな～invitation～ （2006年、竹書房） ISBN 978-4-8124-2749-1
3. カナリアが鳴くとき 次原かな写真集[9] （2007年、彩文館出版） ISBN 978-4-7756-0183-9
4. サンクチュアリ－かなの聖域－ （2008年、学研） ISBN 978-4054038301

### デジタル写真+ムービー作品集
1. 「FACE Rosso/Bianco」次原かな （2011年4月14日、ファンプラス・GザテレビジョンPLUS配信）

### イメージDVD
※カッコ内は発売年、発売元
1. あかさたな （2004年4月23日、GIRLS' RECORD）
2. 次原かな Fuwa-Fuwa （2004年10月22日、竹書房）
3. 次原かな カラフル （2005年2月20日、ラインコミュニケーションズinc.）
4. 次原かな カナリ （2005年5月25日、フォーサイド・ドット・コム）
5. Love Pop （2005年8月25日、i-cf）
6. SWEET CUTIE 次原かな （2005年11月4日、シーアンドエイチ）
7. EX （2006年2月25日、フォーサイド・ドット・コム）
8. 次原かな～invitation～ （2006年7月23日、竹書房）
9. Beauty Queen （2006年9月22日、フォーサイド・ドット・コム）
10. 情熱 （2006年12月15日、フォーサイド・ドット・コム）
11. 次原かな 攻めドキ[10]（2007年3月20日、ラインコミュニケーションズinc.）
12. 次原かな 不思議な感情[11]（2007年6月22日、竹書房）
13. 次原かな 彩 I RO DO RI[12]（2007年11月28日、彩文館出版）
14. Romper Girl （2008年3月21日、フォーサイド・ドット・コム）
15. サンクチュアリ－かなの聖域 （2008年11月12日、学研）
16. SO KANA[13]（2009年3月20日、ラインコミュニケーションズ）
17. DO KANA （2009年3月20日、ラインコミュニケーションズ）
18. Next Stage （2009年12月18日、アドバンスエージェンシー）
19. フィメール （2011年2月20日、ラインコミュニケーションズ）
20. 台湾ルージュ（2012年1月27日、晋遊舎）
21. 熱帯果実（2012年4月20日、ラインコミュニケーションズ）

オムニバス作品
1. ガチンコ水泳・バトル大会 （2004年、GIRLS' RECORD）- 次原かなを含むフィットワン所属タレント9名が出演。2チームに分かれていろいろな競技を行う
2. Girls Love Live （2006年、GIRLS' RECORD）- ほしのあき、磯山さやか、佐藤寛子のコンサートライブ。次原かなを含むGIRLS' RECORDメンバーがバックダンサーとして出演
3. DECORATION CAKE （2006年、GIRLS' RECORD）- フィットワン所属タレント12名の2004年～2006年発売DVDからのダイジェスト。「あかさたな」収録
4. 次原かな Special DVD BOX （2008年、ラインコミュニケーションズinc.） - 「カラフル」＋「攻めドキ」＋ 「Special DVD（未公開映像集）」
5. 辰巳奈都子×次原かな×谷桃子 グラビアアイドルのありえないDVD（2010年1月22日、イーネット・フロンティア） - 『プロモる〜む』のスペシャル企画として、熱海旅行に行った際のオフショットをまとめたもの

### CD
- 二回り違いのラヴソング(「次原かな plus ヒライケンジ」名義)（2007年11月7日、GIRLS' RECORD）

### その他商品
- 次原かな 超身大クッション+ミニクッション （2006年、トライエックス）
- 次原かな 2007年カレンダー （2006年、トライエックス）
- 次原かな 2008年カレンダー （2007年、トライエックス）
- 次原かな 2009年カレンダー （2008年、トライエックス）

## その他の活動
- ニーナ南とともに日本コカ・コーラのエナジードリンク「buzz」のWeb広告に出演（2006年）
- フィットワン所属のグラビアアイドルによるお笑いライブ「劇団ショートケーキ」でコント「サイン会」に出演（2006年8月20日 原宿アストロホール）
- WPC TOKYO 2006で日本ユースウェア協会の1日会長に就任。ユースウェア大賞2006表彰式のプレゼンターをつとめる。また、「劇団ショートケーキ」のコント「サイン会」を披露 （2006年10月18日 東京国際展示場）
- 吉原夏紀とともに、Xbox 360用ゲーム『デッドオアアライブ エクストリーム2 (DEAD OR ALIVE Xtream 2)』のキャンペーンガールをつとめる（2006年）
- 「劇団ショートケーキ」第2回公演でコント「学校」に出演（2007年4月15日 原宿アストロホール）
- 「劇団ショートケーキ」第3回公演でコント「グラビア撮影」に出演（2008年3月8日 原宿アストロホール）
- アウトバック・ステーキハウス六本木のイメージガールに選出される（2008年）
- 「劇団ショートケーキ」第4回公演でコント「超能力学園」に出演（2008年11月2日 原宿アストロホール）
- 「劇団ショートケーキ」第5回公演でMCを担当（2009年6月14日 原宿アストロホール）